# ジゼル・ド・フランス (ポンチュー伯妃)
ジゼル・ド・フランス（Gisèle de France, 968年ごろ - 1002年）は、フランス王ユーグ・カペーと王妃アデライード・ダキテーヌの娘 。

## 生涯
ジゼルは、968年から970年の間に、フランス王ユーグ・カペーと王妃アデライード・ダキテーヌの末娘として生まれた。ジゼルの母方の祖父母は、アキテーヌ公ギヨーム3世とノルマンディー公ロロの娘アデル・ド・ノルマンディーである。
ジゼルは、987年にサンリスで開かれたフランク王国の有力者会議で父が新国王に選出された後、王女の称号を得た。

## 結婚と子女
ジゼルは994年頃、ポンチュー伯ユーグ1世と結婚した。結婚後、夫の領地の一つであったアブヴィル領主の称号を授かった。ジゼルとユーグ1世の間には以下の子女が生まれた。
- アンゲラン1世（1045年頃没）[2] - ポンチュー伯
- ジゼルベルト・ダンクル（990年頃 - 1041年）
- アレクシ・ド・ベルナートル（1000年頃 - 1057年）
- ギー・ド・ポンチュー[2]